# Маракаи
Маракаи (порт. Maracaí)  —  муниципалитет в Бразилии, входит в штат Сан-Паулу. Составная часть мезорегиона Ассис. Входит в экономико-статистический микрорегион Асис. Население составляет 13 401 человек на 2006 год. Занимает площадь 533,498 км². Плотность населения — 25,1 чел./км².
Праздник города — 28 декабря.

## История
Город основан 24 марта 1925 года.

## Статистика
- Валовой внутренний продукт на 2003 составляет 246.608.467,00 реалов (данные: Бразильский институт географии и статистики).
- Валовой внутренний продукт на душу населения на 2003 составляет 18.655,61 реалов (данные: Бразильский институт географии и статистики).
- Индекс развития человеческого потенциала на 2000 составляет 0,773 (данные: Программа развития ООН).

## География
Климат местности: субтропический. В соответствии с классификацией Кёппена, климат относится к категории Cfa.